# Беце ди Ториле (Парма)
Беце ди Ториле је насеље у Италији у округу Парма, региону Емилија-Ромања.
Према процени из 2011. у насељу је живело 12 становника. Насеље се налази на надморској висини од 29 м.